# NGC 1851
NGC 1851 (còn được gọi là Caldwell 73) là cụm sao hình cầu nằm trong chòm sao Thiên Cáp.